# Evelina (roman)
 (juillet 2025).
Si vous disposez d'ouvrages ou d'articles de référence ou si vous connaissez des sites web de qualité traitant du thème abordé ici, merci de compléter l'article en donnant les références utiles à sa vérifiabilité et en les liant à la section « Notes et références ».
Evelina — de son titre complet Evelina, or the History of a Young Lady's Entrance into the World  (Evelina, ou l'Histoire de l'entrée d'une jeune dame dans le monde) —  est une œuvre de la romancière anglaise Fanny Burney, publiée pour la première fois en 1778 de manière anonyme. L’identité de son autrice fut révélée par le poète George Huddesford (en), dans ce que Fanny Burney elle-même qualifia de  « poème infâme » (a vile poem).

## Présentation
Dans ce roman épistolaire en trois volumes, Evelina, l'héroïne éponyme, est la fille illégitime d'un aristocrate anglais au mode de vie dépravé. En raison de cette filiation complexe, elle grandit loin de la haute société, dans la tranquillité de la campagne, jusqu’à l’âge de dix-sept ans. À travers une série de mésaventures comiques se déroulant à Londres et dans le lieu de villégiature qu'est Hotwells (en), près de Bristol, Evelina apprend à trouver son chemin dans le dédale complexe de la société du XVIIIe siècle et gagne l'amour d'un noble seigneur. Ce roman sentimental comprend des aspects faisant appel à la « sensibilité » (sensibility, dans le sens que le terme avait alors en Angleterre) ainsi qu'à un romantisme précoce ; la satire de la société qu'il dresse en fait un précurseur important des œuvres ultérieures de Jane Austen et de Maria Edgeworth, qui aborderont des thématiques similaires avec leurs propres nuances.

## Résumé
Le roman s'ouvre sur une lettre bouleversante de Lady Howard à sa connaissance de longue date, le révérend Arthur Villars, dans laquelle elle signale que Madame Duval, la grand-mère de la pupille de Villars, Evelina Anville, a l'intention de se rendre en Angleterre pour renouer avec sa petite-fille Evelina. Dix-huit ans plus tôt, Mme Duval a rompu sa relation avec sa fille Caroline, la mère d'Evelina, mais n'a jamais appris la naissance ou même l'existence d'Evelina jusqu'à ce qu'elle soit à la fin de son adolescence. À la suite de cette découverte, Mme Duval souhaite récupérer Evelina et l'emmener en France revendiquant  qu’elle constitue la famille la plus proche de la jeune fille. Le révérend Villars craint que l'influence de Mme Duval ne conduise Evelina à un destin similaire à celui de sa mère Caroline, qui a épousé secrètement Sir John Belmont, un libertin, qui a ensuite renié le mariage. Pour éloigner Evelina de Mme Duval, le révérend la laisse se rendre à Howard Grove, la demeure de Lady Howard, pour des vacances prolongées. Pendant son séjour, la famille apprend que le gendre de Lady Howard, le capitaine Mirvan, officier de marine, revient en Angleterre après sept ans d'absence. Désireuse de rejoindre les Mirvan lors de leur voyage à Londres, Evelina supplie son tuteur de la laisser les accompagner, en promettant que la visite ne durera que quelques semaines. Villars y consent à contrecœur.
À Londres, la beauté et le statut social ambigu d'Evelina attirent une attention non désirée et des spéculations désobligeantes. Ignorant les conventions et les comportements de la société londonienne du XVIIIe siècle, elle commet une série de faux pas humiliants (mais humoristiques) qui l'exposent encore davantage au ridicule social. Elle ne tarde pas à attirer l'attention de deux gentilshommes : Lord Orville, un comte séduisant et extrêmement éligible, modèle de comportement modeste et convenable, et Sir Clement Willoughby, un baronnet aux intentions malhonnêtes. Les retrouvailles inopportunes d'Evelina à Londres avec sa grand-mère et les Branghton, sa famille élargie inconnue depuis longtemps, ainsi que l'embarras causé par leurs frasques et leur manque de savoir-vivre, convainquent bientôt Evelina que Lord Orville est complètement hors d'atteinte.
Les Mirvan retournent finalement au pays, emmenant avec eux Evelina et Mme Duval. Sous l'impulsion des cousins cupides d'Evelina, Mme Duval concocte un plan pour poursuivre Sir John Belmont, le père d'Evelina, et l'obliger à reconnaître devant le tribunal les droits de sa fille sur son domaine. Le révérend Villars est mécontent et ils décident de ne pas intenter de procès, mais Lady Howard écrit tout de même à Sir John Belmont, qui lui répond défavorablement. Il ne croit pas possible qu'Evelina soit sa fille, puisqu'il a déjà recueillie une jeune femme qui est sa fille supposée (qui, à son insu, est en fait illégitime), et il suppose donc que Mme Duval essaie de le duper pour son argent.
Mme Duval est furieuse et menace de renvoyer Evelina à Paris pour qu'elle poursuive le procès. Un second compromis voit Evelina retourner à Londres avec sa grand-mère, où elle est forcée de passer du temps avec ses cousins Branghton mal élevés et leurs amis turbulents, mais elle est distraite par M. Macartney, un poète écossais mélancolique et terriblement pauvre. Le trouvant en possession d'une paire de pistolets, elle suppose qu'il envisage de se suicider et lui demande d'envisager son salut ; plus tard, il l'informe qu'il a envisagé non seulement l'autodestruction, mais surtout le vol sur la voie publique. Il est dans une situation financière épouvantable, s'efforce de retracer sa propre et obscure filiation, se remet de la mort soudaine de sa mère et découvre que sa bien-aimée est en fait sa sœur. Evelina lui donne charitablement sa bourse. Sinon, son séjour chez les Branghton est uniformément mortifiant : lors de sa visite au jardin d'agrément de Marylebone, par exemple, elle est attaquée par un marin ivre et accostée par plusieurs hommes tapageurs avant d'être sauvée par des prostituées - et c'est en cette compagnie humiliante qu'elle retrouve Lord Orville. Sûre qu'il ne pourra plus jamais la respecter, elle est stupéfaite lorsqu'il la cherche dans le quartier mal famé de Londres et semble vouloir renouer avec elle. Lorsqu'une lettre insultante et effrontée, censée provenir de Lord Orville, la dévaste et lui fait croire qu'il l'a mal perçu, elle rentre chez elle à Berry Hill et tombe malade.
Se remettant lentement de sa maladie, Evelina accepte d'accompagner sa voisine, une veuve au tempérament sarcastique nommée Mrs Selwyn, dans la station balnéaire de Clifton Heights, où elle attire malgré elle l'attention du coureur de jupons Lord Merton, à la veille de son mariage avec la sœur de Lord Orville, Lady Louisa Larpent. Informée de l'arrivée de Lord Orville, Evelina tente de s'éloigner de lui à cause de sa lettre impertinente, mais ses manières douces font leur effet jusqu'à ce qu'elle soit déchirée entre l'attirance qu'elle éprouve pour lui et la croyance en sa duplicité passée.
L'apparition inattendue de M. Macartney révèle une pointe de jalousie inattendue chez Lord Orville, apparemment imperturbable. Convaincu que Macartney est un rival pour l'affection d'Evelina, Lord Orville se retire. Cependant, Macartney n'avait l'intention que de rembourser sa dette financière à Evelina.
L'affection sincère de Lord Orville pour Evelina et l'assurance qu'elle et Macartney ne sont pas impliqués l'emportent finalement sur la jalousie de Lord Orville, qui obtient une rencontre entre Evelina et Macartney. Il semble que tous les doutes aient été levés entre Lord Orville et Evelina, surtout lorsque Mrs Selwyn l'informe qu'elle a entendu Lord Orville se disputer avec Sir Clement Willoughby au sujet des attentions inappropriées de ce dernier à l'égard d'Evelina. Lord Orville fait sa demande en mariage, à la grande joie d'Evelina. Cependant, Evelina est désemparée par le fossé qui continue de se creuser entre elle et son père et par le mystère qui entoure sa fausse fille. Enfin, Mme Selwyn parvient à obtenir une rencontre surprise avec Sir John. Lorsqu'il voit Evelina, il est horrifié et se sent coupable parce qu'elle ressemble clairement à sa mère, Caroline. Cela signifie que l'autre Miss Belmont (la fausse fille) est reconnue comme une imposture. Evelina parvient à apaiser sa culpabilité grâce à ses pardons répétés et à la remise d'une lettre écrite par sa mère sur son lit de mort, dans laquelle elle pardonne à Sir John son comportement s'il lui retire son ignominie (en reconnaissant leur mariage) et s'il reconnaît Evelina comme sa fille légitime.
Mme Clifton, la gouvernante de longue date de Berry Hill, est en mesure de révéler la filiation de la seconde Miss Belmont. Elle identifie Polly Green, l'ancienne nourrice d'Evelina, mère d'une fille âgée de six semaines de plus qu'Evelina, comme l'auteur de la fraude. Polly fait passer sa propre fille pour celle de Sir John et Caroline depuis 18 ans, dans l'espoir de lui assurer un meilleur avenir. Finalement, Lord Orville suggère que la malheureuse soit nommée cohéritière d'Evelina, ce dont cette dernière, au grand cœur, se réjouit.
Enfin, Sir Clement Willoughby écrit à Evelina pour lui avouer qu'il a écrit la lettre d'insultes (elle s'en doutait déjà), dans l'espoir de séparer Evelina et Lord Orville. À Paris, M. Macartney retrouve la fausse Miss Belmont, son ancienne bien-aimée : séparés par Sir John, d'abord parce que Macartney était trop pauvre et trop bas pour épouser sa prétendue fille, puis parce que sa liaison avec la mère de Macartney aurait fait d'eux un frère et une sœur, ils peuvent maintenant se marier parce que la véritable filiation de Miss "Belmont" a été révélée et que les deux n'ont aucun lien de parenté. Ils se marient lors d'une cérémonie commune avec Evelina et Lord Orville, qui décident de rendre visite au révérend Villars à Berry Hill pour leur voyage de noces.

## Personnages
- Miss Evelina Anville, le personnage principal du roman, est la fille de Lady Caroline Belmont (née Caroline Evelyn) et de Sir John Belmont. Une série de lettres raconte une histoire et elle résume des expériences spécifiques de sa vie, principalement à son tuteur et pseudo-père le révérend Villars. Elle représente les traits désirables qu’une femme de cette époque devait avoir. Bien qu’elle soit appelé de “personne” sociale par le fop M. Lovel, d’autres personnages ont une haute opinion d’elle. Elle est considérée comme une “très jolie fille de modeste famille” par Lord Orville et un “ange” par Sir Clément dans le premier tome. Le roman retrace ses épreuves et tribulations ainsi que sa confiance qui croit en ses propres capacités et son discernement.

- Révérend Arthur Villars est l’homme qui a élevé Evelina comme sa propre fille et se réfère à elle comme étant “l’enfant de son coeur”. Il est son tuteur et son gardien, mais aussi une figure paternelle pour Evelina dans le roman. Accueillant Lady Belmont (Caroline) en disgrâce, il promit de protéger son enfant. Il est le guide moral ainsi que le confident d’Evelina pendant tout le roman.

- Sir Clément Willoughby est un noble mineur (baronnet). Evelina le rencontre au tristement célèbre Ridotto lors de sa première visite à Londres. Poursuivant inébranlable des bonnes faveurs d’Evelina, il la courtise avec beaucoup d’audace avec des déclarations flamboyantes et des discours flatteurs. Evelina ne l’apprécie guère, le tolérant seulement car il s’attire les faveurs du Capitaine Mirvan et de Mme. Selwyn. Il accompagne également le Capitaine Mirvan chaque fois qu’il agresse, provoque ou taquine Madame Duval.

- Lord Orville est un parfait gentleman et comte qui sauve Evelina à plusieurs reprises, notamment des avances de Sir Clément. Il tombe dans ses bonnes grâces simplement en se conduisant d’une manière qui convient à son rang et à sa personne. Il est ouvert, engageant, doux, attentif et expressif.

- Le Capitaine Mirvan est un capitaine de la marine à la retraite qui méprise les étrangers et agace constamment Madame Duval. Époux de Mme. Mirvan et père de Maria, il embarrasse parfois fortement sa famille (du moins c’est ce que Evelina perçoit).

- Mme. Mirvan est une femme qui montre une forte compassion et préoccupation pour Evelina. Elle s’occupe d’elle lors de ses visites à Londres et à Howard Grove, traitant Evelina comme son deuxième enfant.

- Miss Maria Mirvan est une amie d’enfance d’Evelina, sa véritable compagne et confidente.

- Mme. Duval est la grand-mère anglais d’Evelina qui se prétend française. Elle veut emmener Evelina en France, loin de l’influence anglaise en général et du révérend Villars en particulier. Elle est têtue et arrogante, par conséquent elle répugne à Evelina.

- M. Dubois est le compagnon de Madame Duval. Il ne parle que le français et quelque peu l’anglais. Evelina se lie d’amitié avec lui lors de sa deuxième résidence à Londres car les comparaisons avec ses cousins à Branghton élèvent son opinion à son sujet. Malheureusement, cela l’incite à faire des avances non désirées qui exaspèrent Mme. Duval. Le capitaine Mirvan le surnomme “Monseer Slippery” car il a glissé un jour dans la boue en portant Mme. Duval.

- Les Branghton sont les relations londoniennes d’Evelina, une famille marchande qui possède une boutique d’orfèvrerie à High Holborn. Evelina doit s’associer avec eux lors de sa deuxième visite à Londres ; elle s’impatiente face à leur comportement grossier et est gênée d’être considérée comme faisant partie de leur groupe, surtout lorsqu’elle rencontre Lord Orville en leur compagnie. Les Miss Branghton sont jalouses de l’attention que leurs propres parents accordent à Evelina; leur frère tente finalement, sans succès, de demander en mariage Evelina par l’intermédiaire de Mme. Duval.

- M. Macartney est un poète écossais pauvre qui embarque avec les Branghton et est la cible de bon nombre de leurs blagues méprisantes. Evelina le sauve lors de ce qu’elle perçoit comme une tentative de suicide ; il a révélé plus tard qu’il n’avait pas été en mesure de choisir entre cela et un vol à main armée. Cette action désespérée avait été provoquée par la mort de sa mère et par la découverte que sa bien-aimée était en réalité sa sœur non reconnue. Lorsque la filiation réelle de la jeune fille est révélée, ils peuvent se marier. Il est le demi-frère d’Evelina puisque son père est Sir John Belmont.

- Lord Merton a rencontré Evelina pour la première fois lors d’une assemblée. Il lui est réintroduit plus tard à Bristol en tant que fiancé de la sœur de Lord Orville. Comme son compagnon, M. Coverly, Lord Merton se révèle être un joueur ivre et amateur.

- M. Lovel est le partenaire de danse rejeté par Evelina lors de sa première rencontre. Bien qu’il se rende compte que son action d’accepter un autre partenaire de danse (Lord Orville) après l’avoir refusé est due à son manque de connaissances sur la société, il est furieux et saisit chaque occasion pour l’embarrasser.

## Analyse

### Le rapport à la mort dansEvelina

#### Le contexte historique
La fin du XVIIIe siècle est marqué par une forte augmentation du nombre de suicide - notamment car les journaux y prêtent plus d'attention - en Europe et l'Angleterre est la première blâmée. Cependant, cette hausse coïncide avec la montée de la présence de l'athéisme dans l'Europe qui deviendrait la cause de l'élévation du nombre de suicides[réf. souhaitée].

#### La position de Frances Burnes vis-à-vis du suicide
Evelina est pour son auteure un moyen peu dissimulé de pointer le suicide du doigt. En effet, c'est à travers la tentative de suicide du personnage de Macartney que Burney dénonce l'acte, en associant la volonté de mort à une maladie, une folie: "[...] discover the nature of the malady which thus maddens him" (lettre XLIII). C'est pour elle un acte précipité, une erreur: "[...] awakening him from the error which blinds him [...]" (lettre XLIII). L'auteure montre clairement qu'elle pense que le suicide ne devrait et ne peut être en aucun cas la solution contre la douleur en insistant tout au long du roman sur la souffrance de Macartney ("[...] involved in misfortunes of no common nature [...]" - lettre XLII) qui contraste avec la fin heureuse du personnage dans le roman. Burney exprime ici que la souffrance présente n'exclue pas le bonheur futur et que le suicide est une erreur, selon elle. Elle se plie par ailleurs à la vision chrétienne selon laquelle seul Dieu a le droit de vie ou de mort sur l'Homme. A travers une des lettres d'Evelina à Macartney, l'auteure expose son opinion sur la chose, liant le suicide à une punition après la mort, qu'Evelina épargne à Macartney en arrêtant sa tentative de suicide: "[...] save you from eternal misery and, I hope, to reserve you for mercy and forgiveness" (lettre XLIII).

#### La relation entre l'écriture et la mort dans le roman
L'oeuvre ne peut commencer que dans la mort. C'est en effet le décès de la mère d'Evelina qui pousse le personnage à entamer ses lettres et par conséquent le roman qui s'y trouve ainsi intimement lié puisque sans cette mort, il n'y aurait pas de roman. Les premières lettres de Macartney n'apparaissent elles qu'aux alentours de sa tentative de suicide, elles n'ont pas raison d'être sinon.

## Anecdote

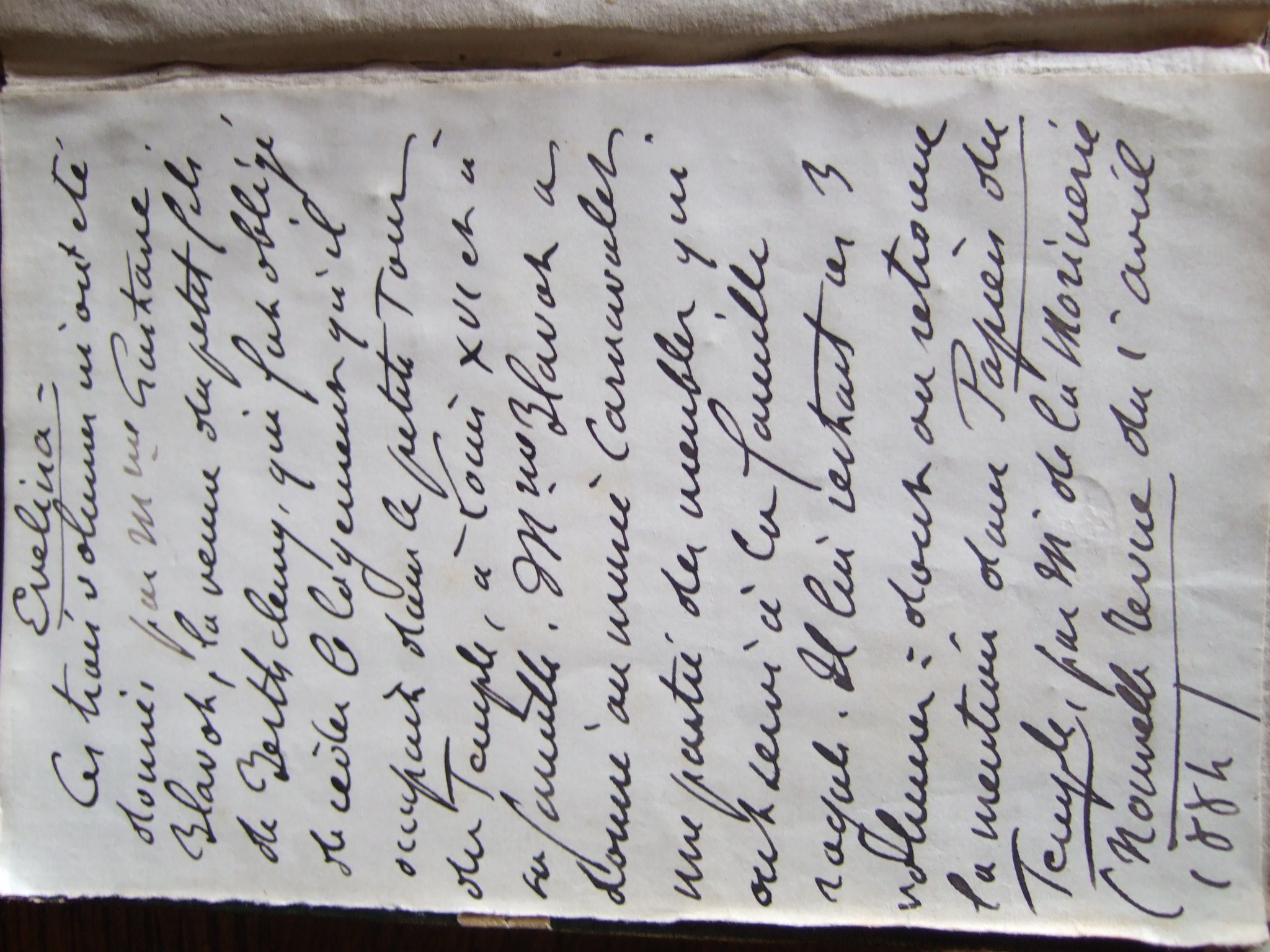
Note manuscrite de G. Lenôtre (Drouot, 1955).

À l’occasion d’une vente en l’Hôtel Drouot en 1955 du fonds de la succession de G. Lenôtre sont réapparus trois petits livres provenant de la bibliothèque de Louis XVI et de Marie-Antoinette. Ce sont des volumes in-18°, reliure de travail d’époque en cartonnage vert. Sur le premier tome, figurent, sur la doublure intérieure de couverture, les chiffres 1-2-3 et sur celle de fin de livre, les chiffres 3-4-5, écrits à la main.[réf. nécessaire] Parmi ces livres figurent Cécilia, Évelina  et  Les Mille et Une Nuits. Ces titres sont mentionnés dans le « Journal des demandes faites pour le Roi et sa famille au Temple, rédigé par Cléry, valet de chambre du prince royal, à partir du 5 septembre 1792, durant leur captivité ».